# Мукаттаа
Мука́тта‘а (араб. مقطعة‎ — «разрозненные [буквы]») или фава́тих (араб. فواتح‎ — «открывающие [буквы]») — сочетания букв, с которых начинаются 29 (из 114) сур Корана. Ровно половина из 28 букв арабского алфавита выступают в роли мукатта’а поодиночке или же в различных комбинациях из двух, трёх, четырёх или пяти букв.
В вопросе о том, являются ли мукатта’а отдельными аятами или нет, существует мнения куфийской и басрийской школ. Часть представителей куфийской школы считали, что некоторые из мукатта составляют отдельные аяты, а представители басрийской школы, напротив, считали, что буквы мукатта’а вообще не могут являться отдельными аятами.

## Толкование

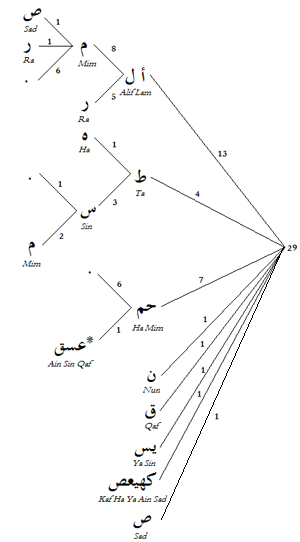
Буквы мукаттаа.

О смысле этих букв-символов не могли дать однозначного ответа самые первые комментаторы Корана. В Сунне пророка Мухаммеда нет свидетельства о том, что он когда-либо что-либо говорил относительно них, и никто из его сподвижников ни разу не спросил объяснения. Некоторые толкователи Корана пытались соотнести мукатта’а с числовым значением букв арабского алфавита, и посредством этого выводили самые разные виды эзотерических указаний и пророчеств, как это делали иудеи во времена пророка Мухаммеда, которые пытались связать числовое значение букв со сроком царствования мусульман. Другие толкователи видели в этих буквах указания на откровение, так как все суры, которые начинаются с мукатта’а (в том числе суры Аль-Анкабут, Ар-Рум и Аль-Калам), прямо или косвенно указывают на Коран.
По мнению большинства мусульман, мукатта’а является Божественной тайной, и любое толкование значения этих букв — всего лишь предположение и не более того. Подтверждением этого являются слова Праведного халифа Абу Бакра: «В каждом божественном Писании есть тайна, и тайна Корана — в начале некоторых из сур»

## Список сур, содержащих мукатта’а
| №  | Название суры | араб. ‎ | Мукатта’а          |
| -- | ------------- | ------ | ------------------ |
| 1  | Аль-Бакара    | الم    | Алиф Лям Мим.      |
| 2  | Аль Имран     | الم    | Алиф Лям Мим       |
| 3  | Аль-Араф      | المص   | Алиф Лям Мим Сад   |
| 4  | Юнус          | الر    | Алиф Лям Ра        |
| 5  | Худ           | الر    | Алиф Лям Ра        |
| 6  | Юсуф          | الر    | Алиф Лям Ра        |
| 7  | Ар-Рад        | المر   | Алиф Лям Мим Ра    |
| 8  | Ибрахим       | الر    | Алиф Лям Ра        |
| 9  | Аль-Хиджр     | الر    | Алиф Лям Ра        |
| 10 | Марьям        | كهيعص  | Кяф Ха Йа Айн Сад  |
| 11 | Та Ха         | طه     | Та Ха              |
| 12 | Аш-Шуара      | طسم    | Та Син Мим         |
| 13 | Ан-Намль      | طس     | Та Син             |
| 14 | Аль-Касас     | طسم    | Та Син Мим         |
| 15 | Аль-Анкабут   | الم    | Алиф Лям Мим       |
| 16 | Ар-Рум        | الم    | Алиф Лям Мим       |
| 17 | Лукман        | الم    | Алиф Лям Мим       |
| 18 | Ас-Саджда     | الم    | Алиф Лям Мим       |
| 19 | Йа Син        | يس     | Йа Син             |
| 20 | Сад           | ص      | Сад                |
| 21 | Гафир         | حم     | Ха Мим             |
| 22 | Фуссилят      | حم     | Ха Мим             |
| 23 | Аш-Шура       | حم عسق | Ха Мим Айн Син Каф |
| 24 | Аз-Зухруф     | حم     | Ха Мим             |
| 25 | Ад-Духан      | حم     | Ха Мим             |
| 26 | Аль-Джасия    | حم     | Ха Мим             |
| 27 | Аль-Ахкаф     | حم     | Ха Мим             |
| 28 | Каф           | ق      | Каф                |
| 29 | Аль-Калям     | ن      | Нун                |